# Varak
Varak is een compositie van de Amerikaan Alan Hovhaness. Het is een werkje voor viool en piano. De piano begint in dit werk als solo-instrument. Het gespeelde motief wordt direct bewerkt herhaald door de viool. Zowel piano als viool blijft rond dezelfde toon "hangen", haast een muzikale handtekening van Hovhaness, die putte uit de Armeense volksmuziek. De omschrijving die Hovhaness zelf aan het werk gaf was noble and majestic. Na meer dan twee minuten gedragen, statige muziek gaat de muziek ineens over in een veel sneller tempo, als een volksdansje. Het instrumentaal lied eindigt in een unisono passage.
Mount Varak is een heilige berg in Armenië, de non Hripsime zou er in de 3e eeuw een heilig kruis begraven hebben. 

## Discografie
- Uitgave privé: Christina Fong (viool) en Arved Ashby (piano)